# Добрість
Добрість, Задобрість (біл. Добрасць, Задобрасць) — річка в Кричевському районі Могильовської області Білорусі, права приптока річки Сож (басейн Дніпра).
Довжина річки 23 км. Площа водозбору 87 км². Середній нахил водної поверхні 1,3 ‰. Починається за 2 км на північний захід від села Дарливе, гирло на південній околиці міста Кричев. Тече по Оршансько-Могильовській рівнині. Від витоку до агромістечка Костюшковичі (8,8 км) та протягом 1,8 км від гирла русла каналізовано. Біля села Калініна на річці гребля і ставок.
Біля річки села Маков'є, Хотиловичі, Свадковичі, Сокольничий, Калініна, агромістечко Костюшковичі.